# Likoma apicalis
Likoma apicalis là một loài bướm đêm thuộc họ Sphingidae. Loài này có ở savanna và open woodland in Cộng hòa Dân chủ Congo, Zambia, Malawi, Tanzania và Kenya.
Chiều dài cánh trước là 26–30 mm đối với con đực và khoảng 34 mm đối với con cái. Cánh trước dài và hẹp. Màu nền nâu hồng đến nâu ô liu.